# Rashun Davis
Rashun Jarrel Davis (Charlotte, 10 luglio 1993) è un cestista statunitense.